# Castillo Winnekenni
El castillo Winnekenni es un fortín situado en Haverhill, una ciudad ubicada en el condado de Essex, en Massachusetts, Estados Unidos. Fue construido por el doctor James R. Nichols, en 1873-1875, como una casa de verano. Se encuentra ubicado en el Área de Conservación  Winnekenni con vistas al lago Kenoza en Haverhill, Massachusetts y fue edificado con rocas glaciares extraídos del suelo. El nombre del castillo proviene de un lenguaje llamado Algonquin, un dialecto relacionado estrechamente con la lengua Ojibwe que traduce "hermoso". En el castillo se encuentran zonas verdes que alcanzan las 700 hectáreas.
Dentro del castillo se encuentra un restaurante y se encuentra abierto al público en general. La edificación es mantenida y financiada por todas las contribuciones de la Winnekenni Foundation, Inc., también se realizan eventos educativos con niños de bajos recursos.
El castillo sirve como un lugar de recreación familiar donde se practican todo tipo de actividades. Puede ser alquilado para realizar eventos y festivales especiales.

## Anécdota
En enero de 2012, los cuerpos sin vida de una mujer y un hombre fueron encontrados en el castillo. Los visitantes que frecuentaron el castillo encontraron los cuerpos. Una de las visitantes del castillo argumentó: "Se trata de un área recreativa y maravillosa, es triste oír hablar de una cosa tan trágica".